# Bảng lương
Bảng lương là danh sách nhân viên của công ty, nhưng thuật ngữ này thường được sử dụng để chỉ:
- tổng số tiền mà một công ty trả cho nhân viên của mình
- hồ sơ của một công ty về tiền lương và tiền công, tiền thưởng và thuế khấu trừ của nhân viên
- bộ phận của công ty tính toán tiền và trả những khoản này.[1]

Bảng lương theo nghĩa "tiền trả cho nhân viên" đóng vai trò chính trong một công ty vì nhiều lý do.
Từ góc độ kế toán, bảng lương rất quan trọng vì lương và thuế lương ảnh hưởng đáng kể đến thu nhập ròng của hầu hết các công ty và vì họ phải tuân theo luật pháp và quy định (ví dụ ở Mỹ, bảng lương phải tuân theo các quy định của liên bang, tiểu bang và địa phương).
Từ quan điểm nguồn nhân lực, bộ phận bảng lương rất quan trọng vì nhân viên rất nhạy cảm với sai sót và bất thường trong bảng lương: Tinh thần nhân viên tốt đòi hỏi phải trả lương kịp thời và chính xác.  Nhiệm vụ chính của bộ phận bảng lương là đảm bảo rằng tất cả nhân viên được trả lương chính xác và kịp thời với các khoản giữ lại và khấu trừ chính xác, và các khoản khấu trừ và khấu trừ được nộp kịp thời.  Điều này bao gồm các khoản thanh toán tiền lương, khấu trừ thuế và các khoản khấu trừ từ tiền lương.

## Thuế tiền lương
Các cơ quan chính phủ ở các cấp khác nhau yêu cầu người sử dụng lao động khấu trừ thuế thu nhập từ tiền lương của người lao động.
Ở Hoa Kỳ, " thuế tiền lương " tách biệt với thuế thu nhập, mặc dù chúng được đánh vào người sử dụng lao động tương ứng với tiền lương; các chương trình mà họ tài trợ bao gồm An sinh xã hội và Medicare.  Thuế thu nhập và tiền lương của Hoa Kỳ thu được thông qua các khoản khấu trừ được coi là thuế quỹ ủy thác, bởi vì người sử dụng lao động giữ tiền khấu trừ trong ủy thác để chuyển tiền sau này.

### Thuế tiền lương ở Hoa Kỳ
Trước khi xem xét thuế tiền lương, cần phải nói về công thức cơ bản cho tiền lương thực trả.  Từ tổng lương (tiền lương trả cho nhân viên), một hoặc nhiều khoản khấu trừ được trừ đi, đến tiền lương thực trả.  Do đó, tổng lương của nhân viên (tỷ lệ trả theo số lần làm việc, bao gồm cả thời gian làm thêm) trừ các khoản khấu trừ thuế lương, trừ các khoản khấu trừ tiền lương tự nguyện, bằng tiền lương thực trả.  Khấu trừ thuế tiền lương đóng một vai trò quan trọng và bởi vì chúng được cung cấp bởi pháp luật, chúng được gọi là khấu trừ thuế tiền lương theo luật định.
Người sử dụng lao động phải khấu trừ thuế lương từ séc của nhân viên và giao chúng cho một số cơ quan thuế theo luật.  Thuế tiền lương bao gồm:
1. Khấu trừ thuế thu nhập liên bang, dựa trên các bảng khấu trừ trong "Ấn phẩm 15, Hướng dẫn về thuế của người sử dụng lao động" [4] của cơ quan thuế vụ - IRS;
2. Khấu trừ thuế an sinh xã hội.[5]  Nhân viên trả 6,2 phần trăm tiền lương hoặc tiền công, lên tới $ 118.500 (tính đến 2015 20152016).
3. Chủ lao động cũng trả 6,2 phần trăm thuế an sinh xã hội.  Nếu bạn tự làm chủ, bạn phải trả cho nhân viên và chủ lao động kết hợp số tiền 12,4 phần trăm trong thuế An sinh xã hội trên thu nhập ròng của bạn;
4. Thuế Medicare.[5]  Nhân viên trả 1,45 phần trăm tiền thuế Medicare cho toàn bộ tiền lương hoặc tiền công. 0,9% được thêm cho phần lương lớn hơn 200.000 đô la (chỉ dành cho nhân viên).  Chủ lao động cũng trả 1,45 phần trăm tiền thuế Medicare (bất kể số tiền lớn hơn $ 200.000).  Nếu bạn tự làm chủ, bạn phải trả cho nhân viên và chủ lao động kết hợp số tiền 2,9% (3,8% cho phần lớn hơn 200.000 đô la) tiền thuế Medicare trên thu nhập ròng của bạn;
5. Khấu trừ thuế thu nhập nhà nước;
6. khấu trừ thuế địa phương khác nhau, chẳng hạn như thuế thành phố, thuế quận, thuế trường học, khuyết tật nhà nước và bảo hiểm thất nghiệp.

Tài liệu tham khảo bao gồm các ấn phẩm sau:
- Ấn phẩm 15, (Thông tư E), Hướng dẫn về thuế của chủ nhân.  Ấn phẩm này giải thích trách nhiệm thuế của người sử dụng lao động.  Nó giải thích các yêu cầu để giữ lại, ký gửi, báo cáo, thanh toán và sửa thuế việc làm.  Nó giải thích các hình thức mà bất kỳ chủ lao động nào cũng phải đưa cho nhân viên của mình, những nhân viên đó phải đưa cho chủ lao động và những người sử dụng lao động đó phải gửi cho IRS và SSA (Cơ quan An sinh Xã hội).  Hướng dẫn này cũng có các bảng thuế cần thiết để tính thuế để khấu trừ từ mỗi nhân viên;
- Ấn phẩm 15 - A, Hướng dẫn thuế bổ sung của người sử dụng lao động.  Ấn phẩm này bổ sung Ấn phẩm 15 (Thông tư E), Hướng dẫn về Thuế của Chủ nhân.  Nó chứa thông tin thuế việc làm chuyên ngành và chi tiết bổ sung các thông tin cơ bản được cung cấp trong Ấn phẩm 15 (Thông tư E);
- Ấn phẩm 15-B. Hướng dẫn về thuế của nhân viên đối với các lợi ích Fringe.  Ấn phẩm này bổ sung Ấn phẩm 15 (Thông tư E), Hướng dẫn về Thuế của Nhà tuyển dụng và Ấn phẩm 15 - A, Hướng dẫn về Thuế Bổ sung của Người sử dụng lao động.  Ấn phẩm này chứa thông tin về việc xử lý thuế việc làm của các loại bồi thường không trả tiền khác nhau.

Trong phần trước, chúng tôi đã xem xét thuế tiền lương liên quan đến phía nhân viên.  Bây giờ là lúc để nói về Thuế tiền lương của Chủ lao động. Chủ lao động có trách nhiệm thanh toán một phần thuế tiền lương của họ.  Các khoản thuế lương này là một khoản chi phí cao hơn chi phí của tổng lương của nhân viên.  Phần thuế sử dụng lao động bao gồm:
1. Thuế an sinh xã hội (6,2% tối đa hàng năm);
2. Thuế Medicare (1,45% tiền lương);
3. Thuế thất nghiệp liên bang (FUTA);
4. Thuế thất nghiệp nhà nước (SUTA).

Rất thường xuyên bạn có thể nghe thấy mọi người sử dụng FICA theo thuật ngữ của họ.  FICA là viết tắt của Đạo luật Đóng góp Bảo hiểm Liên bang và thuế FICA bao gồm cả thuế An sinh Xã hội và Medicare.  Như chúng tôi đã giải thích trước đó, cả hai bên phải trả một nửa số thuế này.  Nhân viên trả một nửa, và người sử dụng lao động trả nửa còn lại.  Thuế an sinh xã hội và Medicare được trả bởi cả người lao động và người sử dụng lao động.  Tóm lại, cả hai nửa thuế FICA cộng lại lên tới 15,3%.
Bất kỳ người sử dụng lao động nào cũng có trách nhiệm thanh toán phần thuế tiền lương của người sử dụng lao động, vì đã nộp thuế khấu trừ từ tiền lương của nhân viên, chuẩn bị các báo cáo đối chiếu khác nhau, hạch toán chi phí tiền lương thông qua báo cáo tài chính và nộp tờ khai thuế tiền lương.  Như bạn thấy bộ trách nhiệm thuế tiền lương sử dụng lao động này vượt xa việc phát hành tiền lương cho nhân viên.  -

## Tần suất trả lương
Các công ty thường tạo ra bảng lương của họ theo định kỳ, vì lợi ích của thu nhập thường xuyên cho nhân viên của họ.  Sự đều đặn của các khoảng thời gian khác nhau giữa các công ty và đôi khi giữa các cấp bậc công việc trong một công ty nhất định.  Tần suất trả lương phổ biến bao gồm: hàng ngày, hàng tuần, hai tuần một lần / hai tuần một lần (hai tuần một lần), nửa tháng (hai lần mỗi tháng) và hàng tháng.  Tần suất trả lương ít phổ biến hơn bao gồm: 4 tuần (13 lần mỗi năm), hai tháng một lần (hai tháng một lần), hàng quý (13 tuần một lần), nửa năm một lần (hai lần mỗi năm) và hàng năm (hàng năm).

## Khoán ngoài
Các doanh nghiệp có thể quyết định thuê ngoài các chức năng trả lương của họ cho một dịch vụ thuê ngoài như phòng dịch vụ trả lương hoặc dịch vụ trả lương được quản lý hoàn toàn.  Những thứ này thường có thể giảm chi phí liên quan đến việc có nhân viên được đào tạo tại chỗ cũng như chi phí cho hệ thống và phần mềm cần thiết để xử lý bảng lương.  Trường hợp điều này có thể giảm chi phí cho một số công ty, nhiều người sẽ chi một hóa đơn lớn hơn để thuê ngoài việc trả lương của họ nếu họ có chương trình trả lương được thiết kế đặc biệt hoặc xuất chi cho nhân viên của họ.  Ở nhiều quốc gia, bảng lương kinh doanh rất phức tạp ở chỗ thuế phải được nộp một cách nhất quán và chính xác cho các cơ quan quản lý hiện hành.  Ví dụ, bảng lương nhà hàng thường bao gồm các tính toán tiền boa, các khoản khấu trừ, trang trí và các biến khác, có thể khó quản lý đặc biệt đối với các chủ doanh nghiệp mới hoặc nhỏ.
Tại Vương quốc Anh, văn phòng biên chế sẽ giải quyết tất cả các yêu cầu của Cơ quan Thuế và Hải quan và giải quyết các thắc mắc của nhân viên.  Phòng biên chế cũng tạo ra các báo cáo cho bộ phận tài khoản của doanh nghiệp và các khoản thanh toán cho nhân viên và cũng có thể thực hiện thanh toán cho nhân viên nếu được yêu cầu.  Kể từ ngày 6 tháng 4 năm 2016, các công ty ô dù không còn có thể bù đắp chi phí đi lại và sinh hoạt phí và nếu họ làm như vậy, họ sẽ được coi là có trách nhiệm hoàn trả cho HMRC bất kỳ khoản giảm thuế nào.  Hơn nữa, các công ty tuyển dụng và khách hàng có thể phải chịu trách nhiệm về thuế chưa nộp.
Một lý do khác mà nhiều doanh nghiệp thuê ngoài là vì sự phức tạp ngày càng tăng của pháp luật biên chế.  Thay đổi hàng năm về mã số thuế, Trả tiền khi bạn kiếm được (PAYE) và các nhóm Bảo hiểm Quốc gia cũng như các khoản thanh toán và khấu trừ theo luật định thường phải thông qua bảng lương thường có nghĩa là phải tuân thủ luật pháp hiện hành.
Mặt khác, các doanh nghiệp cũng có thể quyết định sử dụng phần mềm biên chế để bổ sung cho những nỗ lực của một kế toán tiền lương hoặc văn phòng thay vì thuê thêm các chuyên gia về biên chế và thuê ngoài một công ty trả lương.  Phần mềm tính lương dựa trên tính toán tỷ lệ nhập, dữ liệu được phê duyệt thu được từ các công cụ tích hợp khác như đồng hồ Bundy điện tử và các công cụ nhân sự kỹ thuật số cần thiết khác.